# Rafael Ruiz González
Rafael Ruiz González és l'alcalde de la ciutat d'Eivissa des del 2015. Va néixer el 1978. És llicenciat en Ciències de l'Activitat Física i l’Esport per la Universitat de Vic, especialitat en Ensenyament i alt rendiment, i postgraduat en Gestió esportiva municipal per la Universitat de Barcelona. A més a més és tècnic esportiu i especialista en natació per la Real Federación Española de Natación.
Professionalment, ha estat preparador físic del campió mundial de bike trial, Daniel Comas i, durant els darrers deu anys, entre 2006 i 2015 ha exercit de professor d'educació física en diferents instituts d'Eivissa.
La seva participació en política va començar l’any 2007 amb la seva inclusió a les llistes electorals de PSOE-Eivissa pel Canvi. Durant quatre anys va ser regidor d’Esports i el 2011 va a passar a formar part del grup de l’oposició. Després d'aconseguir els avals necessaris, fou el candidat a l'alcaldia d'Eivissa pel PSOE a les eleccions del maig de 2015.
S'inicià molt jove en l'esport del trialsín. El 1992 fou campió de Balears cadet. El 1996 passà a competir a Catalunya, on hi havia els millors especialistes del món, i el 1998 fou proclamat campió de Catalunya. Aquella mateixa temporada aconseguí la medalla de bronze als campionats nacionals, la qual cosa li permeté anar als campionats del món amb la selecció espanyola, on quedà en la novena posició de la categoria sènior. El 1999 també fou seleccionat a l'equip espanyol.